# Alçay-Alçabéhéty-Sunharette
Pour les articles homonymes, voir Alçay, Alçabéhéty et Sunharette.
Alçay-Alçabéhéty-Sunharette (Alzai-Altzabeheti-Zunharreta en basque) est une commune française, située dans le département des Pyrénées-Atlantiques en région Nouvelle-Aquitaine.

## Géographie

### Localisation
La commune d'Alçay-Alçabéhéty-Sunharette se trouve dans le département des Pyrénées-Atlantiques, en région Nouvelle-Aquitaine.
Elle se situe à 66 km par la route de Pau, préfecture du département, à 33 km d'Oloron-Sainte-Marie, sous-préfecture, et à 18 km de Mauléon-Licharre, bureau centralisateur du canton de Montagne Basque dont dépend la commune depuis 2015 pour les élections départementales.
La commune fait en outre partie du bassin de vie de Mauléon-Licharre.
Les communes les plus proches sont : 
Lacarry-Arhan-Charritte-de-Haut (1,7 km), Etchebar (2,0 km), Camou-Cihigue (2,3 km), Lichans-Sunhar (2,9 km), Laguinge-Restoue (3,5 km), Alos-Sibas-Abense (3,8 km), Licq-Athérey (4,1 km), Tardets-Sorholus (4,5 km).
Sur le plan historique et culturel, Alçay-Alçabéhéty-Sunharette fait partie de la province de la Soule, un des sept territoires composant le Pays basque,. La Basse-Navarre en est la province la plus variée en ce qui concerne son patrimoine, mais aussi la plus complexe du fait de son morcellement géographique. Depuis 1999, l'Académie de la langue basque ou Euskalzaindia divise le territoire du Labourd en six zones,. La Soule, traversée par la vallée du Saison, est restée repliée sur ses traditions (mascarades, pastorales, chasse à la palombe, etc). Elle se divise en Arbaille, Basse-Soule et Haute-Soule, dont fait partie la commune.

### Communes limitrophes
Les communes limitrophes sont  Alos-Sibas-Abense, Aussurucq, Béhorléguy, Camou-Cihigue, Lacarry-Arhan-Charritte-de-Haut, Larrau, Lichans-Sunhar et Mendive.
| Béhorléguy (par un quadripoint) | Aussurucq                       | Camou-Cihigue     |
| Mendive                         | Alçay-Alçabéhéty-Sunharette     | Alos-Sibas-Abense |
| Larrau                          | Lacarry-Arhan-Charritte-de-Haut | Lichans-Sunhar    |

### Paysages et relief
Les pics Belhygagne (également appelé pic des Vautours) et Gaztelia culminent sur la commune à, respectivement, 1 072 et 1 345 mètres.

### Hydrographie

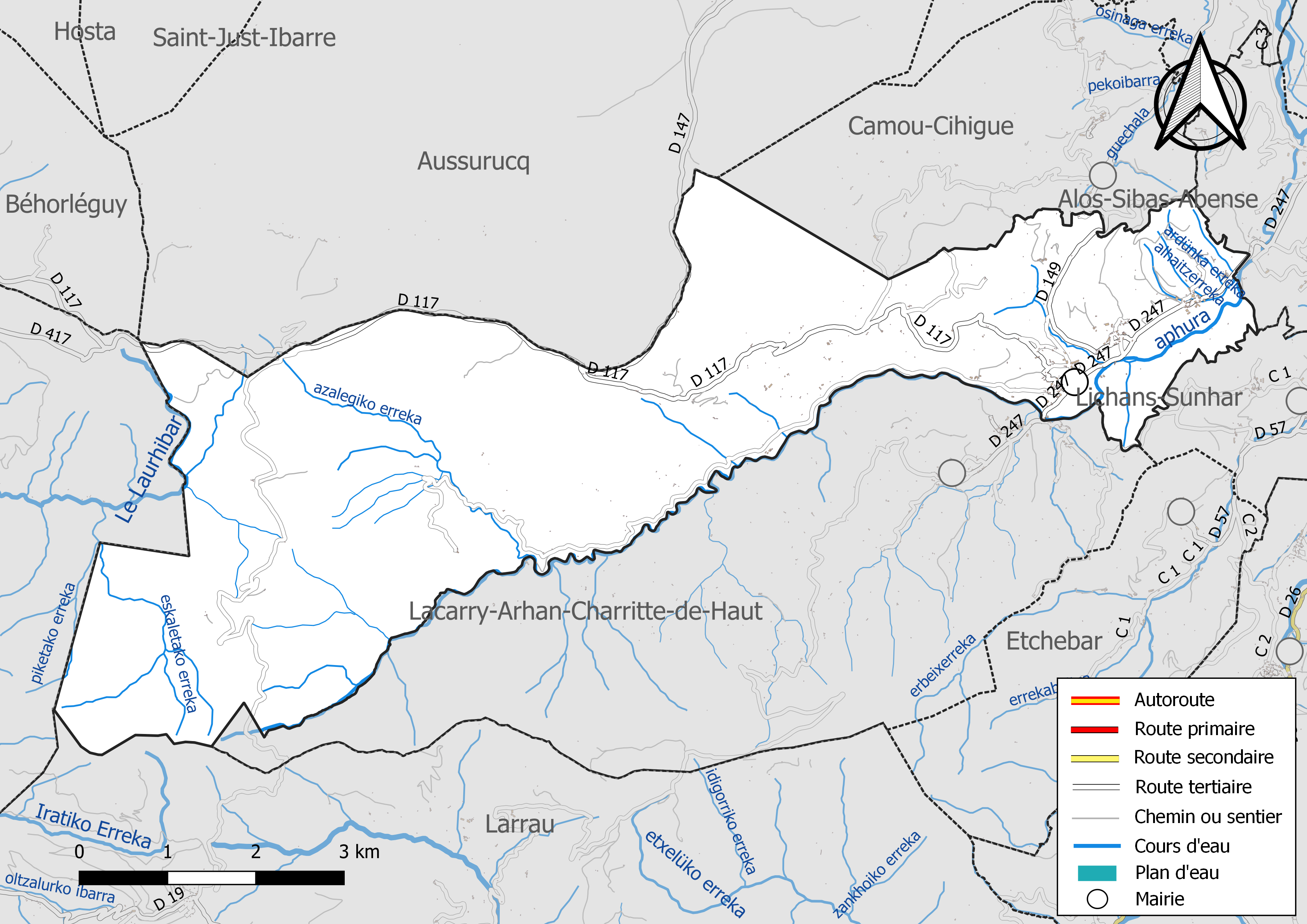
Réseaux hydrographique et routier d'Alçay-Alçabéhéty-Sunharette.

Située dans le bassin versant de l'Adour, la commune est traversée par le Laurhibar, qui se jette plus loin dans la Nive, et par ses affluents, l'Arbaretcharbaretchéko erreka et l'Escalérako erreka et son affluent le Pikettako erreka.
La commune est également arrosée  par des affluents du Saison, les ruisseaux l'Apoura (18 km) et ses affluents, le ruisseau d'Azaléguy et d'Ardounc.
Paul Raymond mentionne en 1863, dans son dictionnaire topographique Béarn-Pays basque, l’Arangaïxa, ruisseau qui arrose Alçay et qui rejoint l’Apoura.

### Climat
Pour des articles plus généraux, voir Climat de la Nouvelle-Aquitaine et Climat des Pyrénées-Atlantiques.
Historiquement, la commune est exposée à un micro climat océanique basque.
En 2020, Météo-France publie une typologie des climats de la France métropolitaine dans laquelle la commune est exposée à un climat de montagne et est dans la région climatique Pyrénées atlantiques, caractérisée par une pluviométrie élevée (>1 200 mm/an) en toutes saisons, des hivers très doux (7,5 °C en plaine) et des vents faibles.
Pour la période 1971-2000, la température annuelle moyenne est de 13,1 °C, avec une amplitude thermique annuelle de 13,3 °C. Le cumul annuel moyen de précipitations est de 1 575 mm, avec 11,8 jours de précipitations en janvier et 10,5 jours en juillet. Pour la période 1991-2020, la température moyenne annuelle observée sur la station météorologique la plus proche, située sur la commune de Licq-Athérey à 4 km à vol d'oiseau, est de 13,1 °C et le cumul annuel moyen de précipitations est de 1 528,1 mm,. Pour l'avenir, les paramètres climatiques de la commune estimés pour 2050 selon différents scénarios d’émission de gaz à effet de serre sont consultables sur un site dédié publié par Météo-France en novembre 2022.

### Milieux naturels et biodiversité

#### Réseau Natura 2000
Le réseau Natura 2000 est un réseau écologique européen de sites naturels d'intérêt écologique élaboré à partir des Directives « Habitats » et « Oiseaux », constitué de zones spéciales de conservation (ZSC) et de zones de protection spéciale (ZPS).
Quatre sites Natura 2000 ont été définis sur la commune au titre de la « directive Habitats », : 
- les « montagnes du pic des Escaliers », d'une superficie de 8 600 ha, présentant une flore très diversifiée marquée par une nette influence atlantique et montagnarde. Cependant, les versants exposés au Sud Sud-Est et Est abritent une flore thermophile remarquable[25] ;
- le « massif des Arbailles », d'une superficie de 12 784 ha, présentant une flore très diversifiée marquée par une nette influence atlantique et montagnarde. Cependant, les versants exposés au Sud Sud-Est et Est abritent une flore thermophile remarquable[26] ;
- « la Nive », d'une superficie de 9 473 ha, un des rares bassins versants à accueillir l'ensemble des espèces de poissons migrateurs du territoire français, excepté l'Esturgeon européen[27] ;
- « le Saison (cours d'eau) », d'une superficie de 2 200 ha, un cours d'eau de très bonne qualité à salmonidés[28] et deux au titre de la « directive Oiseaux »[24],[Carte 2] :
- la « Haute Soule : forêt des Arbailles », d'une superficie de 7 114 ha, présentant une grande diversité de milieux à des altitudes moyennes fournissant gîte et couvert pour la faune ornithologique pyrénéenne[29] ;
- la « Haute Soule : forêt d'Iraty, Orgambidexka et Pic des Escaliers », d'une superficie de 5 584 ha, un massif très vaste à très grande diversité d'habitats et d'espèces. La varité des milieux et l'étagement altitudinal offre de bonnes conditions pour l'accueil de l'avifaune pyrénéenne[30].

#### Zones naturelles d'intérêt écologique, faunistique et floristique
L’inventaire des zones naturelles d'intérêt écologique, faunistique et floristique (ZNIEFF) a pour objectif de réaliser une couverture des zones les plus intéressantes sur le plan écologique, essentiellement dans la perspective d’améliorer la connaissance du patrimoine naturel national et de fournir aux différents décideurs un outil d’aide à la prise en compte de l’environnement dans l’aménagement du territoire.
Trois ZNIEFF de type 1 sont recensées sur la commune, : 
- les « bordures méridionale et orientale de la forêt des Arbailles » (2 763,19 ha), couvrant 4 communes du département[32] ;
- la « forêt des Arbailles » (6 283,64 ha), couvrant 9 communes du département[33],
- le « pic de Behorlegi et crêtes associées » (1 959,83 ha), couvrant 4 communes du département[34] ;

et trois ZNIEFF de type 2,, : 
- la « Haute-Soule » (26 095,69 ha), couvrant 9 communes du département[35] ;
- le « massif des Arbailles » (14 782,04 ha), couvrant 13 communes du département[36] ;
- le « réseau hydrographique des Nives » (3 596,23 ha), couvrant 33 communes du département[37].

## Urbanisme

### Typologie
Au 1er janvier 2024, Alçay-Alçabéhéty-Sunharette est catégorisée commune rurale à habitat très dispersé, selon la nouvelle grille communale de densité à sept niveaux définie par l'Insee en 2022.
Elle est située hors unité urbaine et hors attraction des villes,.

### Occupation des sols

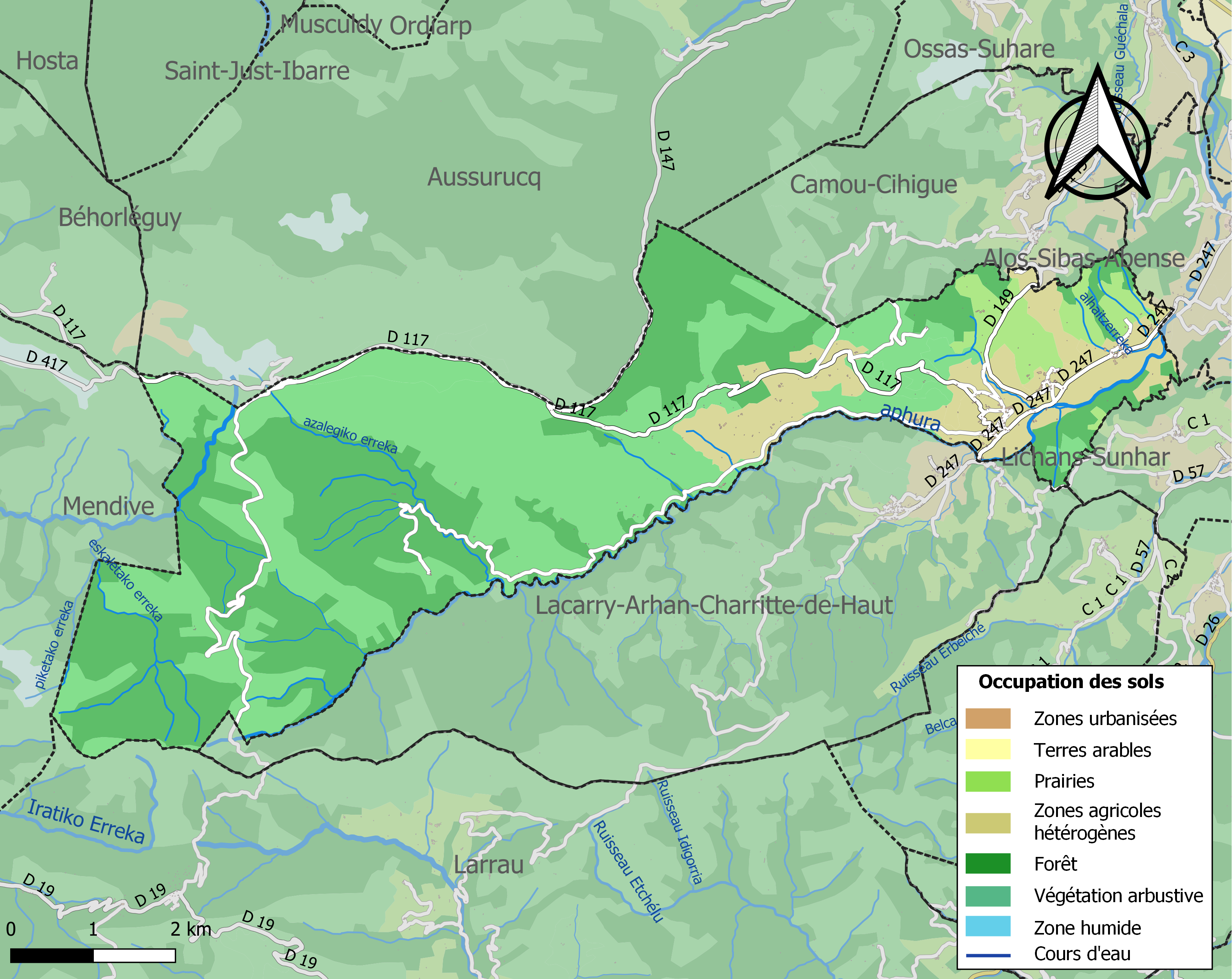
Carte des infrastructures et de l'occupation des sols de la commune en 2018 (CLC).

L'occupation des sols de la commune, telle qu'elle ressort de la base de données européenne d’occupation biophysique des sols Corine Land Cover (CLC), est marquée par l'importance des forêts et milieux semi-naturels (83,9 % en 2018), en diminution par rapport à 1990 (87,1 %). La répartition détaillée en 2018 est la suivante : 
milieux à végétation arbustive et/ou herbacée (42,3 %), forêts (41,5 %), zones agricoles hétérogènes (12 %), prairies (4,1 %). L'évolution de l’occupation des sols de la commune et de ses infrastructures peut être observée sur les différentes représentations cartographiques du territoire : la carte de Cassini (XVIIIe siècle), la carte d'état-major (1820-1866) et les cartes ou photos aériennes de l'IGN pour la période actuelle (1950 à aujourd'hui).

### Lieux-dits et hameaux
Sept quartiers composent la commune d'Alçay-Alçabéhéty-Sunharette :
- Altzai (Alçay en français) ;
- Aphuraerreka ;
- Arraltea ;
- Altzabeheti (Alçabéhéty en français) ;
- Thapia ;
- Zunharreta (Sunharette en français) ;
- Athegarre.

### Voies de communication et transports
La commune est desservie par les routes départementales D 117, D 149 et D 247.

### Risques majeurs
Le territoire de la commune d'Alçay-Alçabéhéty-Sunharette est vulnérable à différents aléas naturels : météorologiques (tempête, orage, neige, grand froid, canicule ou sécheresse), inondations, feux de forêts, mouvements de terrains et séisme (sismicité moyenne). Il est également exposé à un risque technologique, le transport de matières dangereuses, et à un risque particulier : le risque de radon. Un site publié par le BRGM permet d'évaluer simplement et rapidement les risques d'un bien localisé soit par son adresse soit par le numéro de sa parcelle.

#### Risques naturels
Certaines parties du territoire communal sont susceptibles d’être affectées par le risque d’inondation par une crue torrentielle ou à montée rapide de cours d'eau, notamment l'Aphura et le Laurhibar. La commune a été reconnue en état de catastrophe naturelle au titre des dommages causés par les inondations et coulées de boue survenues en 1982, 1983, 1992, 2003, 2009, 2014 et 2021,.
Alçay-Alçabéhéty-Sunharette est exposée au risque de feu de forêt. En 2020, le premier plan de protection des forêts contre les incendies (PDPFCI) a été adopté pour la période 2020-2030. La réglementation des usages du feu à l’air libre et les obligations légales de débroussaillement dans le département des Pyrénées-Atlantiques font l'objet d'une consultation de public ouverte du 16 septembre au 7 octobre 2022,.
Les mouvements de terrains susceptibles de se produire sur la commune sont des affaissements et effondrements liés aux cavités souterraines (hors mines). Afin de mieux appréhender le risque d’affaissement de terrain, un inventaire national permet de localiser les éventuelles cavités souterraines sur la commune.

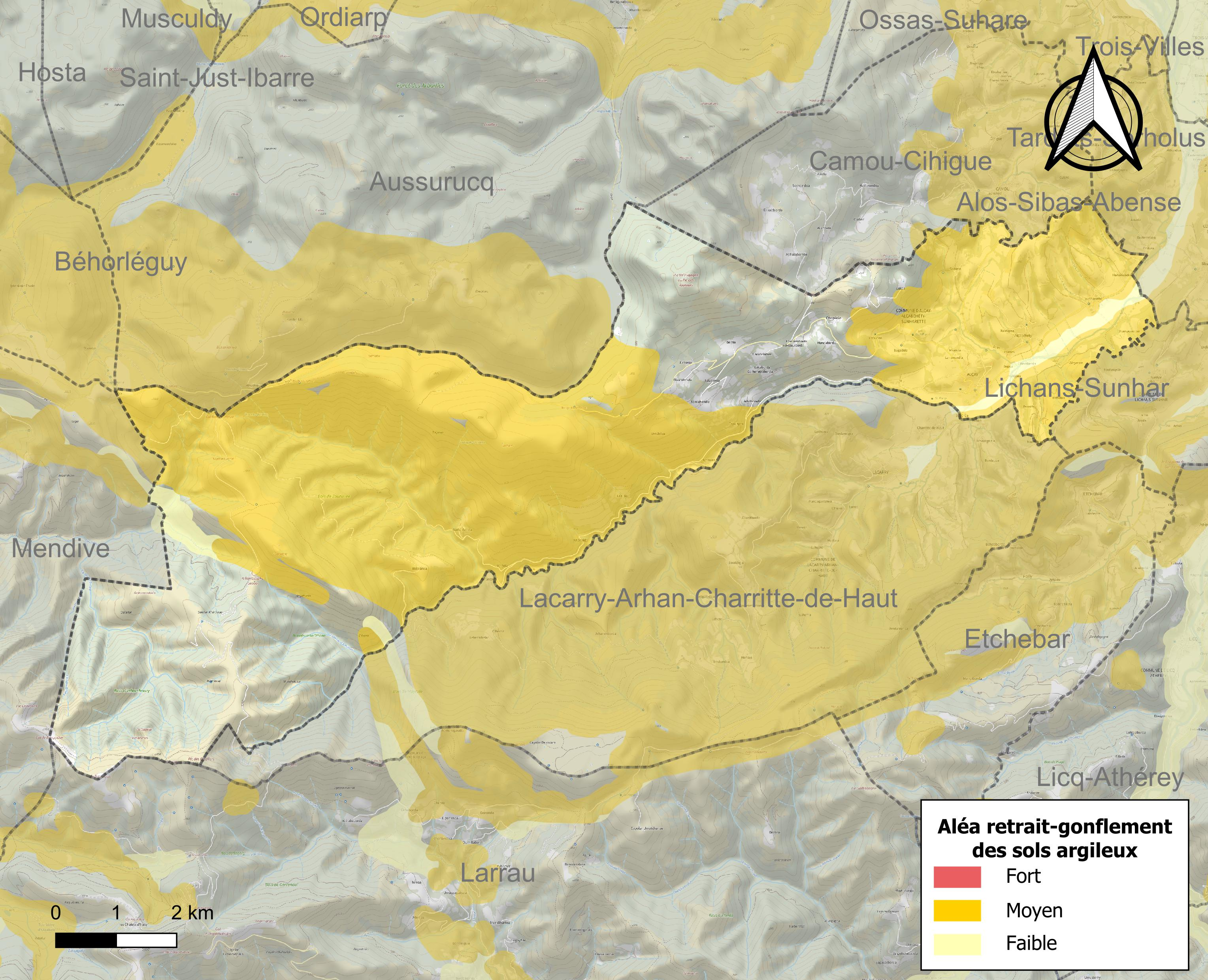
Carte des zones d'aléa retrait-gonflement des sols argileux d'Alçay-Alçabéhéty-Sunharette.

Le retrait-gonflement des sols argileux est susceptible d'engendrer des dommages importants aux bâtiments en cas d’alternance de périodes de sécheresse et de pluie. 61,1 % de la superficie communale est en aléa moyen ou fort (59 % au niveau départemental et 48,5 % au niveau national). Depuis le 1er octobre 2020, en application de la loi ELAN, différentes contraintes s'imposent aux vendeurs, maîtres d'ouvrages ou constructeurs de biens situés dans une zone classée en aléa moyen ou fort,.

#### Risque particulier
Dans plusieurs parties du territoire national, le radon, accumulé dans certains logements ou autres locaux, peut constituer une source significative d’exposition de la population aux rayonnements ionisants. Selon la classification de 2018, la commune d'Alçay-Alçabéhéty-Sunharette est classée en zone 2, à savoir zone à potentiel radon faible mais sur lesquelles des facteurs géologiques particuliers peuvent faciliter le transfert du radon vers les bâtiments.

## Toponymie

### Attestations anciennes
Le toponyme Alçay apparaît sous les formes 
Aucet Suzon (1337), 
Alsay (1385, collection Duchesne volume CXIV), 
Ausset-Suson (1479, contrats d'Ohix), 
Alçay (1520), 
Aucet Suson et Auset Suson (1690) et 
Alsai (XVIIe siècle, chroniques d'Arthez-Lassalle).
Le toponyme Alçabéhéty apparaît sous la forme 
Aucet Juson (1337), 
Auser-Juson (1385, collection Duchesne volume CXIV), 
Auset Juson et Auzat Juzon (1385), 
Aucet Juzon (1690), 
Alcabehety (1793 ou an II) et 
Alçabehety (1801, Bulletin des lois).
Pour Jean-Baptiste Orpustan, la base (h)altz ('aulne') s'impose pour les deux toponymes Alcay et Alçabéhéty, beheti signifiant situé en bas.
Le toponyme Sunharette apparaît sous la forme
Sunarte (1337), 
Sunharrete (vers 1475, contrats d'Ohix), 
Sunharrette et Sunarrette (1690 pour les deux formes), 
Sonharette (1793) et 
Sunharrette (1801, Bulletin des lois).
Ce toponyme provient du basque zunharr (nom souletin de l'orme ou du peuplier), amplifié du suffixe locatif romanisé ette, et signifie donc lieu d'orme.

### Autres toponymes
Le col d'Arangaitz doit son nom au ruisseau Arangaïxa, qui arrose Alçay et se jette dans l’Apoura. Celui de Burunolatxé joint les communes d’Alçay-Alçabéhéty-Sunharette et d’Aussurucq.
Le bois d'Arhansus est mentionné dans le dictionnaire de 1863.
Paul Raymond, signale en 1863, une ferme du nom d’Athaguy, du village d’Alçay, dont la coutume de Soule fait mention en 1520, sous les graphies Athagui et Atagui.
Belhy, tout comme Handiague et Esquirassy, désignent des monts situés sur la commune.
Couhourre était en 1863, un bois de la commune.
Etcheverry est un ancien fief de la commune, relevant de la vicomté de Soule et mentionné au XVIIe siècle dans les titres d’Arthez-Lassalle.

### Graphie basque
Son nom basque actuel est Altzai-Altzabeheti-Zunharreta.

## Histoire
En 1790, Sunharette était le chef-lieu d'un canton qui dépendait du district de Mauléon. Ce canton comprenait les communes d'Alçay-Alçabéhéty-Sunharette, Alos-Sibas-Abense, Camou-Cihigue, Etchebar, Lacarry-Arhan-Charritte-de-Haut, Lichans-Sunhar et Ossas-Suhare.
Le 29 janvier 1831, les trois communes d'Alçay, Alçabéhéty et Sunharette fusionnent pour ne plus former qu'une seule commune.

## Politique et administration

### Liste des maires
| Période | Période  | Identité          | Étiquette | Qualité |
| ------- | -------- | ----------------- | --------- | ------- |
| 1983    | 2001     | Arnaud Dascon     |           |         |
| 2001    | En cours | Anicet Erreçarret | DVG       |         |

### Intercommunalité
La commune appartient à la communauté d'agglomération du Pays Basque. Elle est membre du syndicat d'énergie des Pyrénées-Atlantiques, de l'Agence publique de gestion locale, du SIVOM du canton de Tardets, du SIVU de l'école de Tardets et du SIVU chargé du tourisme en Haute-Soule et Barétous.

## Population et société
Le nom des habitants est Altzaiar,.

### Avant 1833
|            | 1793 | 1800 | 1806 | 1821 | 1831 |
| ---------- | ---- | ---- | ---- | ---- | ---- |
| Alçay      | 312  | 352  | 318  | 276  | 266  |
| Alçabéhéty | 161  | 157  | 162  | 164  |      |
| Sunharette | 121  | 118  | 112  | 140  |      |

### Après 1833

#### Alçay-Alçabéhéty-Sunharette
L'évolution du nombre d'habitants est connue à travers les recensements de la population effectués dans la commune depuis 1793. Pour les communes de moins de 10 000 habitants, une enquête de recensement portant sur toute la population est réalisée tous les cinq ans, les populations de référence des années intermédiaires étant quant à elles estimées par interpolation ou extrapolation. Pour la commune, le premier recensement exhaustif entrant dans le cadre du nouveau dispositif a été réalisé en 2005.

En 2022, la commune comptait 207 habitants, en évolution de −8,41 % par rapport à 2016 (Pyrénées-Atlantiques : +3,78 %, France hors Mayotte : +2,11 %).
| 1793 | 1800 | 1806 | 1821 | 1831 | 1836 | 1841 | 1846 | 1851 |
| ---- | ---- | ---- | ---- | ---- | ---- | ---- | ---- | ---- |
| 312  | 352  | 318  | 276  | 266  | 802  | 804  | 754  | 766  |

| 1856 | 1861 | 1866 | 1872 | 1876 | 1881 | 1886 | 1891 | 1896 |
| ---- | ---- | ---- | ---- | ---- | ---- | ---- | ---- | ---- |
| 710  | 688  | 702  | 665  | 626  | 591  | 582  | 553  | 584  |

| 1901 | 1906 | 1911 | 1921 | 1926 | 1931 | 1936 | 1946 | 1954 |
| ---- | ---- | ---- | ---- | ---- | ---- | ---- | ---- | ---- |
| 571  | 553  | 520  | 507  | 477  | 503  | 512  | 487  | 407  |

| 1962 | 1968 | 1975 | 1982 | 1990 | 1999 | 2005 | 2006 | 2010 |
| ---- | ---- | ---- | ---- | ---- | ---- | ---- | ---- | ---- |
| 354  | 298  | 262  | 283  | 273  | 246  | 233  | 226  | 232  |

| 2015 | 2020 | 2022 | - | - | - | - | - | - |
| ---- | ---- | ---- | - | - | - | - | - | - |
| 226  | 209  | 207  | - | - | - | - | - | - |

### Enseignement
La commune dispose d'une école, l'école primaire privée Saint-Louis-de-Gonzague. Cette école propose un enseignement bilingue français-basque à parité horaire.

## Économie
L'activité est essentiellement tournée vers l'agriculture (élevage et pâturages). La commune fait partie de la zone d'appellation de l'ossau-iraty.
Le classement 2006 de l'Insee, indiquant le revenu fiscal médian par ménage, pour chaque commune de plus de 50 ménages (30 687 communes parmi les 36 681 communes recensées), classe Alçay-Alçabéhéty-Sunharette au rang 20 901, pour un revenu de 14 927 €.

## Culture locale et patrimoine

### Lieux et monuments

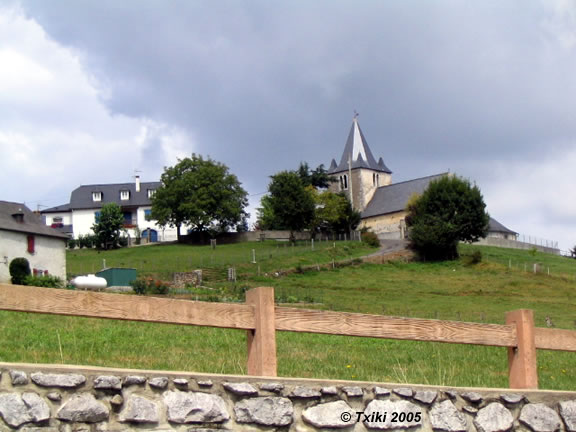
Vue du village d'Alçay.
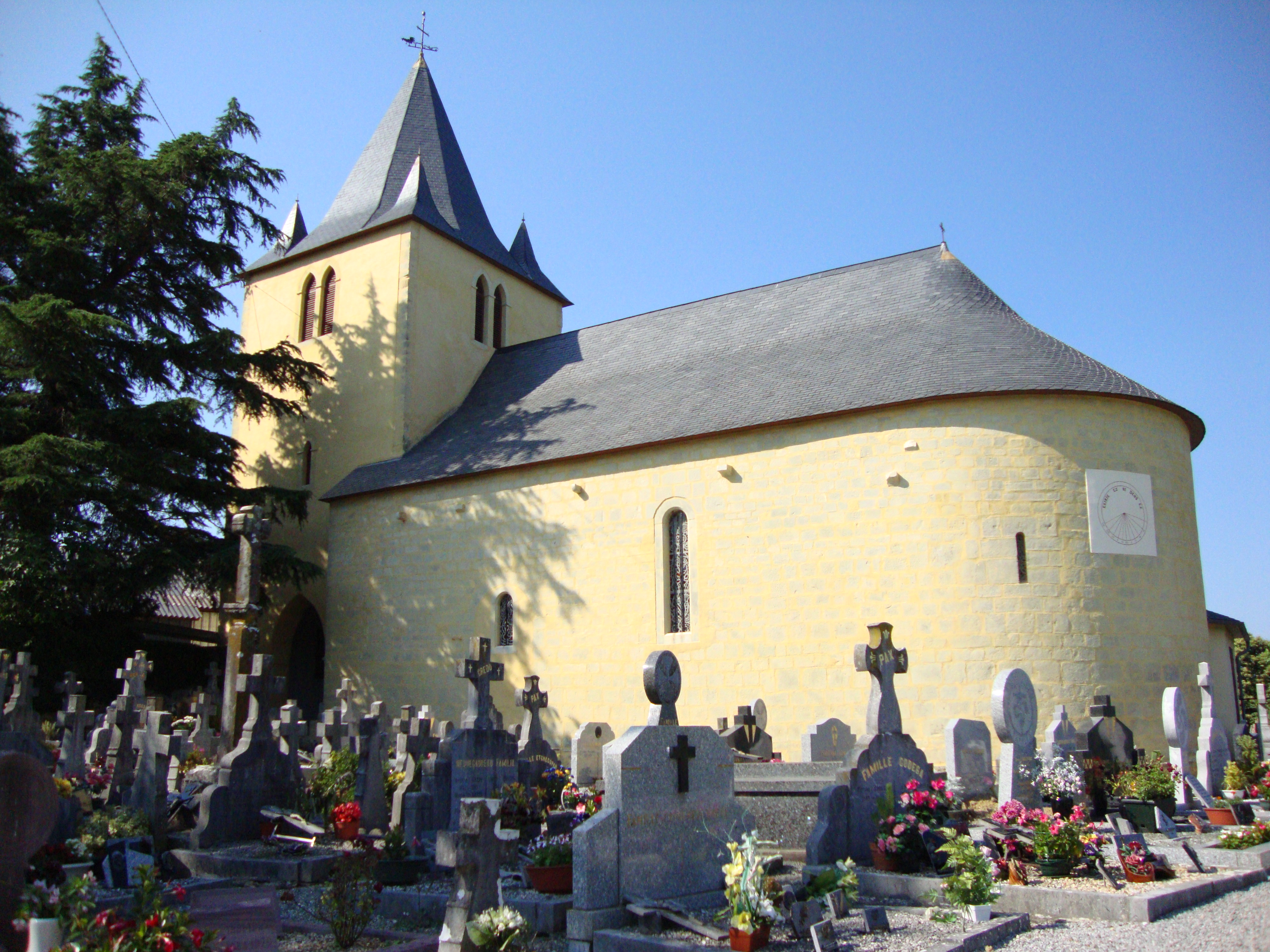
L'église Saint-Pierre et le cimetière d'Alçay.
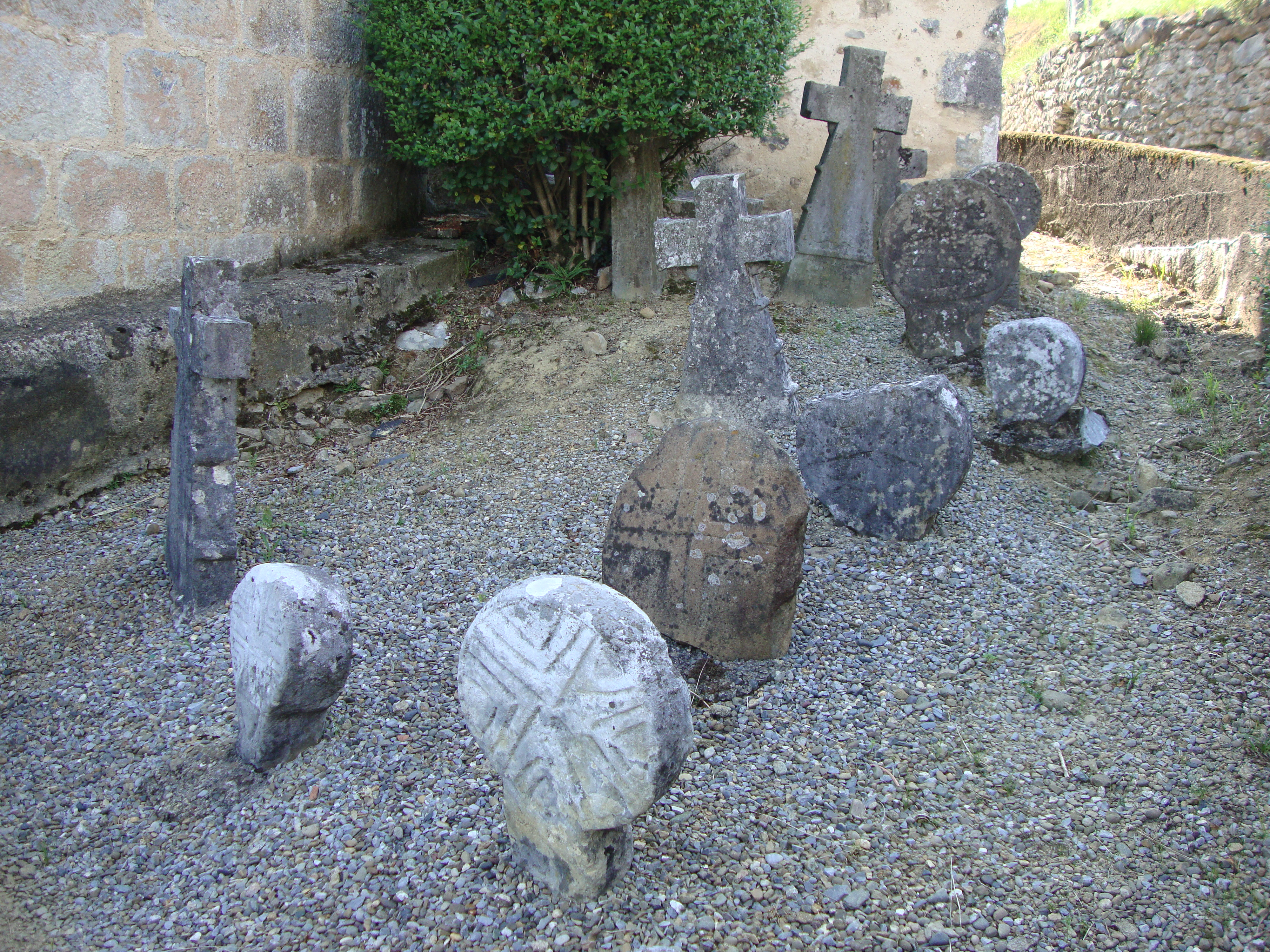
Vieilles stèles discoïdales à Alçabéhéty.
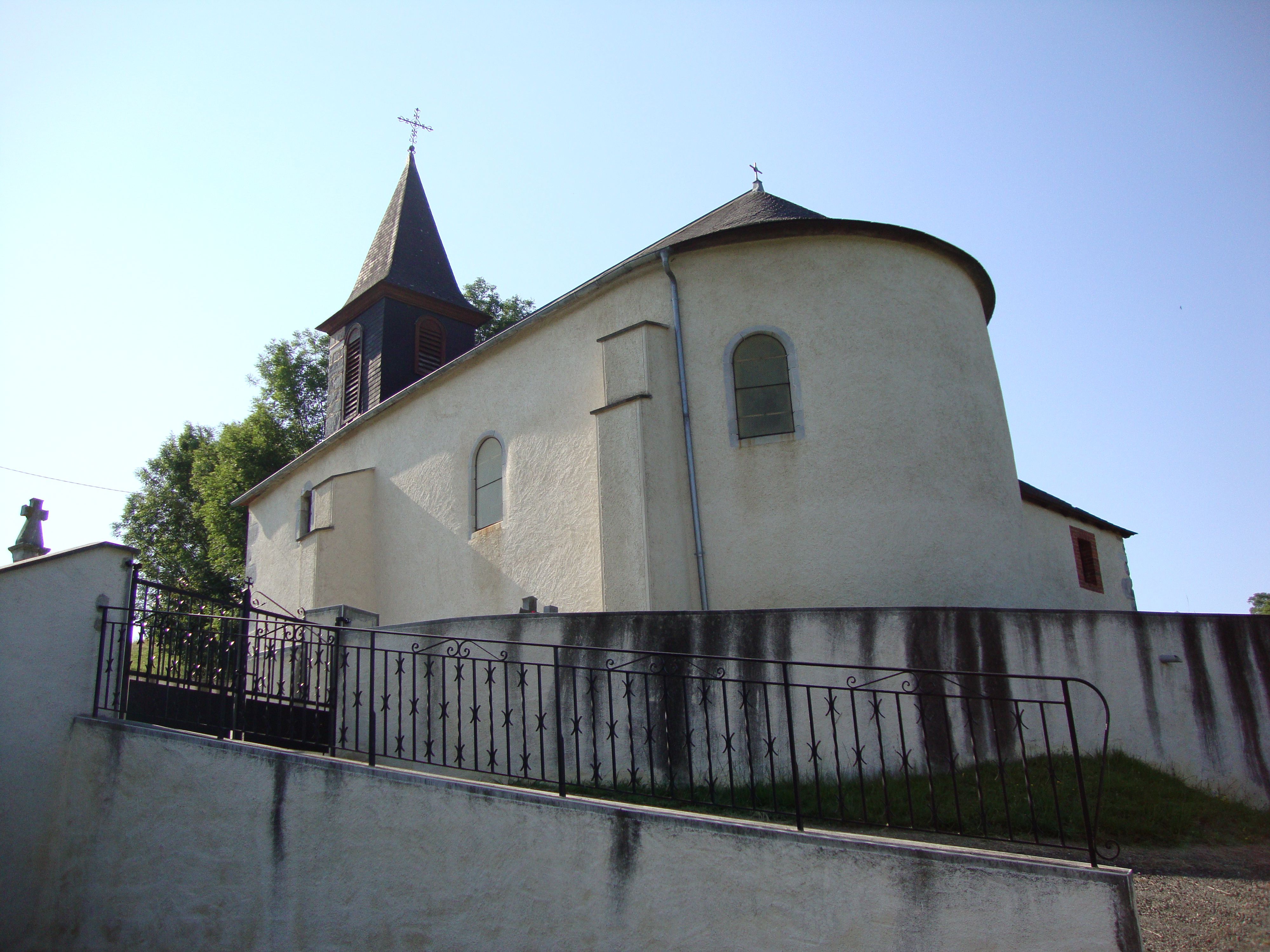
L'église Saint-André de Sunharette

#### Patrimoine civil
Dix tumuli, dits d'Ibarletta, sont situés dans le quartier Esquirassy et inscrits aux monuments historiques depuis 1960.
Dans le même quartier, on relève sept autres tumuli, dits d'Ibarnaba également inscrits aux monuments historiques depuis 1960.
Le gaztelu zahar Maide korralea « l'enclos des Maide » est attribué aux Maidé, des êtres mythologiques reprenant certains traits des Jentils et des Laminak.

#### Patrimoine religieux
La commune dispose d'une église romane dédiée à l'apôtre saint Pierre dont l'origine remonte au milieu du Moyen Âge, possédant un clocher-tour construit au XVIIe siècle. Elle est inscrite à l'Inventaire général du patrimoine culturel. L'église a été restaurée au XIXe siècle. Elle recèle une croix de procession du début du XVIe siècle, classée à titre d'objet aux monuments historiques.
- Église Saint-André de Sunharette. L'église est dédiée à l'apôtre saint André.
- Église Sainte-Agnès d'Alçabéhéty. L'église est dédiée à sainte Agnès de Rome.
- Église Saint-Pierre d'Alçay.

### Héraldique
| Blason | Blasonnement : D'azur au loup d'argent sortant d'une ruche d'or, accompagné d'abeilles d'or sans nombre. |